# Wolfgang Straub
Wolfgang Straub, né en 1969 à Waiblingen, est un juriste et photographe suisse.

## Biographie
Les parents sont tous les deux historiens d’art, le père était professeur à l’Académie des beaux-arts de Stuttgart. Guidé par son père, il commence à 14 ans de composer des prises de vues.
Après son baccalauréat, Straub a étudié le droit à Berne, Bâle, Lausanne et à Genève. Depuis 1996, il est avocat à Berne. En même temps, il a rédige de nombreuses publications traitant du droit des technologies d’information et il a enseigné au Département d’informatique de l’Université de Fribourg et depuis 2020 à la Faculté de droit de l’Université de Berne. 2025 il a été nommé professeur titulaire à l’Université de Berne. Cependant, la photographie a toujours gardé un rôle important dans sa vie.

## Œuvre photographique
La série de natures mortes surréalistes créée à partir de 1993 sous le titre ’Le dictionnaire des analphabètes‘ a été publiée dans des magazines des cinq continents. Ces images sont une recherche d’évidence visuelle du paradoxe.
Vers la fin des années 1990, Straub s’est intéressé de manière systématique à l’histoire des jardins. À partir de 2000, il a créé la série d’images 'Enchanted Gardens'. Elle met en relief la transmission d’idées par différentes formes d’expression.
Des œuvres de Straub sont représentées dans plusieurs collections publiques et privées.

## Publications (photographie)
(de) Wolfgang Straub, Enchanted gardens : Projektraum im Park, Berne, Wyss, 2010 (ISBN 978-3-7285-2010-4 et 978-3-033-02263-8)

## Publications (droit)
- Softwareschutz, Urheberrecht, Patentrecht, Open Source, 1.A. Zürich/St. Gallen 2011 (ISBN 978-3-03751-394-1), OCLC 1370101826
- Softwareschutz, Urheberrecht, Patentrecht, Open Source, 2.A., Zürich/St. Gallen 2024 (ISBN 978-3-03891-669-7), OCLC 1432551432
- Verantwortung für Informationstechnologie: Gewährleistung, Haftung und Verantwortlichkeitsansprüche, Zurich/St. Gall 2008,  (ISBN 978-3-03-751083-4), OCLC 254324012
- Informatikrecht: Einführung in Softwareschutz, Projektverträge und Haftung, Berne/Zurich 2003,  (ISBN 3-7272-2701-X) und 3-7281-2904-6, OCLC 60676711
- Produktehaftung für Informationstechnologiefehler: EU-Produktehaftungsrichtlinie und schweizerisches Produktehaftungsgesetz, Zurich 2002,  (ISBN 3-7255-4354-2), OCLC 248322136
- Mehrfache Berechtigung an Marken: Lizenzen, Rechtsgemeinschaften, Teilübertragungen, Pfandrechte, fiduziarische Übertragungen, Konzernmarken, Berne 1998,  (ISBN 3-7272-0594-6), OCLC 44861194

## Expositions monographiques
- 2009 : Musée Franz Gertsch
- 2010 : Leica Galerie Suisse, Bienne